# Крайова задача
Крайова задача — задача теорії диференціальних рівнянь, в якій межові умови задаються в різних точках. Наприклад, при коливаннях струни із закріпленеми кінцями зміщення на кожному з кінців дорівнює нулю.
Крайові задачі складніше розв'язувати, ніж задачі Коші, особливо чисельно.
Крайові задачі виникають як у теорії звичайних диференціальних рівнянь, так і в теорії диференціальних рівнянь з частинними похідними, особливо рівнянь еліптичного типу.
Особливий вид крайової задачі — вимога певної поведінки функції (скінченності) при прямуванні аргументу до нескінченності або в околі особливих точок.
Нехай {\displaystyle \Omega } — область на площині {\displaystyle x,y} із межею {\displaystyle \Gamma .}
Важливими задачами є:
- {\displaystyle u(x,y)|_{(x,y)\in \Gamma }=\varphi (x,y)} — перша крайова задача, задача Діріхле

- {\displaystyle {\frac {\partial u(x,y)}{\partial n}}\vert _{(x,y)\in \Gamma }=\varphi (x,y)=\psi (x,y)} — друга крайова задача, задача Неймана

- {\displaystyle au(x,y)+b{\frac {\partial u(x,y)}{\partial n}}=\chi (x,y)} для {\displaystyle (x,y)} на {\displaystyle \Gamma } — третя крайова задача, задача Робена

## Методи розв'язування крайових задач

### Метод сіток
Розглядається не континуум точок площини {\displaystyle x,y,} а зліченна множина дискретних точок {\displaystyle \Pi _{ij}=(x_{i},y_{i}).}
Якщо область {\displaystyle \Omega } розмістити на сітці, то одні точки сітки попадуть усередину, а інші виявляться зовні області. Дискретна {\displaystyle \Omega ^{*}} область складається з точок сітки, які лежать усередині області {\displaystyle \Omega }, точки сітки, найближчі до межі й які лежать або всередині, або зовні (це залежить від постановки задачі), розраховують як точки дискретної межі {\displaystyle \Gamma ^{*}.} У цьому випадку дискретна область {\displaystyle {\tilde {\Omega }}^{*}=\Omega ^{*}\bigcup \Gamma } складається лише з точок сітки.
Друга можливість полягає в тому, що додають точки перетину {\displaystyle \Gamma } із прямими сітки як нерегулярні граничні точки.
Похідні, які зустрічаються у розглядуваному диференціальному рівнянні, замінюють у кожній точці сітки {\displaystyle \Pi _{ij}=(x_{i},y_{i})} відповідними різнісними відношеннями. Наприклад,
{\displaystyle {\frac {\partial u}{\partial n}}\vert _{ij}={\frac {1}{2h}}(-u_{i-1,j}+u_{i+1,j})+O(h^{2}).}
Такі вирази називають також молекулами й записують у вигляді наочних структурних формул.
П'ятиточкові молекули для оператора Лапласа (квадратна сітка):
Якщо область {\displaystyle \Omega } така, що для достатньо простої сітки за відповідно вибраного розташування межа {\displaystyle \Gamma } складається лише з сіткових прямих, то крайові значення задаються у граничних сіткових точках й уводяться відповідні молекули, якщо вони включають такі точки.
Наприклад, рівняння Пуассона у прямокутнику
{\displaystyle \Omega =\{(x,y)|0\leq x\leq 4k,\,\,0\leq y\leq 3h\}.}
Сітка {\displaystyle (x_{i},y_{i})=(ik,jh),}
{\displaystyle \Omega ^{*}=\{(ik,jh)|0\leq i\leq 4,\,\,4\leq j\leq 3\}} — регулярна межа.
Нехай {\displaystyle \Omega } є областю на площині {\displaystyle x,y} із межею {\displaystyle \Gamma .} Потрібно відшукати функцію {\displaystyle u(x,y),} яка задовольняє {\displaystyle \Omega } рівняння Пуассона
{\displaystyle \Delta u=u_{xx}^{\prime \prime }+u_{yy}^{\prime \prime }=g(x,y).}
При застосуванні молекули ліворуч
{\displaystyle U_{i-1,j}+U_{i+1,j}+U_{i,j-1}+U_{i,j+1}-4U_{ij}=h^{2}f_{ij}}
як дискретний аналог рівняння Пуассона (через {\displaystyle U_{ij}} позначено наближення для {\displaystyle u(x_{i},y_{j})=u_{ij}}).
Якщо записати усі рівняння, для яких «центральний елемент» {\displaystyle u_{ij}} є внутрішньою точкою (тобто {\displaystyle 1\leq i\leq 3,\,\,1\leq j\leq 2}), то
{\displaystyle {\underline {U_{01}}}+U_{21}+{\underline {U_{10}}}+U_{12}-4U_{11}=h^{2}f_{11}}
{\displaystyle U_{11}+U_{31}+{\underline {U_{20}}}+U_{22}-4U_{21}=h^{2}f_{21}}
{\displaystyle U_{21}+{\underline {U_{41}}}+{\underline {U_{30}}}+U_{32}-4U_{31}=h^{2}f_{31}}
{\displaystyle {\underline {U_{02}}}+U_{22}+U_{10}+{\underline {U_{13}}}-4U_{12}=h^{2}f_{12}}
{\displaystyle U_{12}+U_{32}+U_{20}+{\underline {U_{23}}}-4U_{22}=h^{2}f_{22}}
{\displaystyle U_{22}+{\underline {U_{42}}}+U_{30}+{\underline {U_{33}}}-4U_{32}=h^{2}f_{32}}
Підкреслені значення можна перенести праворуч.
Тоді дискретним аналогом задачі є система лінійних рівнянь:
{\displaystyle {\begin{pmatrix}-4&1&0&1&0&0\\1&-4&1&0&1&0\\0&1&-4&0&0&1\\1&0&0&-4&1&0\\0&1&0&1&-4&1\\0&0&1&0&1&-4\end{pmatrix}}{\begin{pmatrix}U_{11}\\U_{21}\\U_{31}\\U_{12}\\U_{22}\\U_{32}\end{pmatrix}}={\begin{pmatrix}h_{11}^{2}-U_{01}-U_{10}\\h^{2}f_{21}-U_{20}\\h^{2}f_{31}-U_{41}-U_{30}\\h^{2}f_{12}-U_{02}-U_{13}\\h^{2}f_{22}-U_{23}\\h^{2}f_{32}-U_{42}-U_{33}\end{pmatrix}}.}
Для розв'язання таких систем застосовують ітераційні методи, хоча можуть застосовуватися методи, які використовують блокову структуру.

### Чисельні
- Метод стрільби